# Łabuń Wielki (gromada)
Łabuń Wielki – dawna gromada, czyli najmniejsza jednostka podziału terytorialnego Polskiej Rzeczypospolitej Ludowej w latach 1954–1972.
Gromady, z gromadzkimi radami narodowymi (GRN) jako organami władzy najniższego stopnia na wsi, funkcjonowały od reformy reorganizującej administrację wiejską przeprowadzonej jesienią 1954 do momentu ich zniesienia z dniem 1 stycznia 1973, tym samym wypierając organizację gminną w latach 1954–1972.
Gromadę Łabuń Wielki z siedzibą GRN w Łabuniu Wielkim utworzono – jako jedną z 8759 gromad na obszarze Polski – w powiecie łobeskim w woj. szczecińskim na mocy uchwały nr V/46/54 WRN w Szczecinie z dnia 5 października 1954. W skład jednostki weszły obszary dotychczasowych gromad Łabuń Wielki i Trzaski ze zniesionej gminy Resko, obszar dotychczasowej gromady Iglice, miejscowość Potuliny z dotychczasowej gromady Gardzin oraz miejscowość Nowa Dobrzyca z dotychczasowej gromady Stara Dobrzyca ze zniesionej gminy Starogard, a także miejscowości Komorowo i Porąbka z dotychczasowej gromady Luciąża ze zniesionej gminy Wicimice – w tymże powiecie. Dla gromady ustalono 13 członków gromadzkiej rady narodowej.
Gromadę zniesiono 1 stycznia 1958, a jej obszar włączono do nowo utworzonej gromady Resko w tymże powiecie.